# Hemiblossia idioceras
Espèce
Hemiblossia idioceras est une espèce de solifuges de la famille des Daesiidae.

## Distribution
Cette espèce se rencontre en Afrique du Sud et en Namibie.

## Description
Le mâle holotype mesure 9 mm.
Le mâle décrit par Roewer en 1933 mesure 9 mm.

## Publication originale
- Hewitt, 1917 : Descriptions of new South African Arachnida. Annals of the Natal Museum, vol. 3, p. 687-711 (texte intégral).